# Robert Holbrook Smith
Robert Holbrook Smith, pseud. Dr. Bob (ur. 8 sierpnia 1879 w St. Johnsbury, w stanie Vermont, zm. 16 listopada 1950 w Akron w stanie Ohio) – amerykański chirurg, współzałożyciel ruchu Anonimowych Alkoholików.

## Życiorys
Po ukończeniu Dartmouth College podjął studia medyczne, które przerwał wskutek problemów z piciem. Po odbyciu stażu osiadł w Akron.
W poszukiwaniu sposobu na uporanie się z problem picia trafił do grup oksfordzkich. Tam odszukał go Bill Wilson, poszukujący innego alkoholika do rozmowy po to, by powstrzymać swoją chęć picia. Ponieważ spotkanie okazało się skuteczne dla obydwu, postanowili przekazać swój pomysł innemu alkoholikowi. Zgodnie z tą zasadą – według źródeł AA – dr Bob przekazał osobiście tę ideę ok. 5000 alkoholików. Zorganizował pierwszy pododdział detoksykacyjny. Współzałożyciel AA Bill Wilson nazwał go w związku z tym „księciem dwunastokrokowców”. Według jego relacji wiele idei, które potem weszły w skład Programu 12 Kroków zaczerpnął z Biblii.
Nie pozostawił żadnych pism – poza korespondencją i zapisami wystąpień publicznych – ale uważa się go za autora znacznej części składników programu 12 kroków. M.in. najkrótsze streszczenie tego programu: trust God, clean house, help others (pol. „ufaj Bogu, sprzątaj dom, pomagaj innym”).
Zmarł na raka wkrótce po I Światowej Konferencji AA w Cleveland.